# ريمانتاس كوكيناس
ريمانتاس كوكيناس (بالليتوانية: Rimantas Kaukėnas)‏ مواليد 11 أبريل 1977 في فيلنيوس، الجمهورية الليتوانية السوفيتية الاشتراكية، هو لاعب كرة سلة ليتواني. بدأ مسيرته الاحترافية في سنة 2000. يلعب مع فريق بالاكانسترو ريجيانا في ليغا باسكيت الدرجة الأولى. مثّل منتخب بلاده. شارك في دورة الألعاب الأولمبية الصيفية سنة 2008. حقق المركز الثالث في بطولة أمم أوروبا لكرة السلة 2007.

## المسيرة الاحترافية
لعب مع ليتوفوس رايتس في موسم 2001–2002، ثم لعب مع أوستند في موسم 2002–2003، ثم لعب مع تليكوم باسكتس بون في الدوري الألماني في موسم 2003–2004، ثم لعب مع بالاكانسترو كانتو في الدوري الإيطالي في موسم 2004–2005، ثم لعب مع منز سانا 1871 باسكت من سنة 2005 إلى 2009، ثم لعب مع ريال مدريد لكرة السلة في الدوري الإسباني في موسم 2009–2010، ثم لعب مع منز سانا 1871 باسكت من سنة 2010 إلى 2012، ثم لعب مع زالغيريس لكرة السلة في موسم 2012–2013، ثم لعب مع ساسكي باسكونيا في الدوري الإسباني في سنة 2013.

## سجل المنافسة
شارك في المنافسات التالية:
- بطولة أمم أوروبا لكرة السلة 2007
- الألعاب الأولمبية الصيفية 2008
- الألعاب الأولمبية الصيفية 2012

## الميداليات
| الميدالية | المسابقة                         |
| --------- | -------------------------------- |
| برونزية   | بطولة أمم أوروبا لكرة السلة 2007 |

## روابط خارجية
- ريمانتاس كوكيناس على موقع الاتحاد الدولي لكرة السلة (الإنجليزية)
- ريمانتاس كوكيناس على موقع الدوري الأوروبي لكرة السلة (الإنجليزية)
- ريمانتاس كوكيناس على موقع الدوري الإسباني لكرة السلة (الإسبانية)
- ريمانتاس كوكيناس على موقع كرة السلة الأوروبية.كوم (الإنجليزية)
- ريمانتاس كوكيناس على موقع كلية كرة السلة في سبورتس رفرنس.كوم (الإنجليزية)
- ريمانتاس كوكيناس على موقع ريلجم (الإنجليزية)
- ريمانتاس كوكيناس على موقع بروبوليرز (الإنجليزية)
- ريمانتاس كوكيناس على موقع سبورتس رفرنس (الإنجليزية)
- ريمانتاس كوكيناس على موقع أوليمبيديا (الإنجليزية)
- ريمانتاس كوكيناس على موقع اللجنة الأولمبية الليتوانية (الليتوانية)